# Kihniö kyrkoby
Kihniö kyrkoby (finska: Kihniön kirkonkylä) är en tätort (finska: taajama) och centralort i Kihniö kommun i landskapet Birkaland i Finland. Vid tätortsavgränsningen den 31 december 2021 hade Kihniö kyrkoby 612 invånare och omfattade en landareal av 2,53 kvadratkilometer.